# Ochthebius fissicollis
Ochthebius fissicollis är en skalbaggsart som beskrevs av Emile Janssens 1969. Ochthebius fissicollis ingår i släktet Ochthebius och familjen vattenbrynsbaggar. Inga underarter finns listade i Catalogue of Life.